# Liclaucana (Ort)
Liclaucana (Lekuakuana, Lekilakuana) ist ein osttimoresischer Ort im Suco Fatubossa (Verwaltungsamt Aileu, Gemeinde Aileu).

## Geographie
Liclaucana liegt im Zentrum der Aldeia Liclaucana auf einer Meereshöhe von 1543 m. Das Dorf liegt am Ende der Straße, die vom Ort Fatubossa (Aldeia Fatubossa) im Norden nach Liclaucana führt. Die Häuser des Dorfes stehen einzeln oder in kleinen Gruppen verstreut. Westlich liegen der Weiler Iolau und das Dorf Hoholete (Aldeia Hoholete), wo sich auch die nächstgelegene Grundschule befindet. Im Südwesten liegt der Weiler Urbuarema (Aldeia Hoholete).